# 知識ベース
知識ベース（ちしきベース、knowledge base）はナレッジマネジメントのための特殊なデータベースであり、KBと略記されることもある。それは知識の検索を可能とし、知識を組織化し、知識をコンピュータ上に集合させたものである。

## 種類
知識ベースは次の2種類に大別される。
機械が読み取り可能な知識ベース
コンピュータが読み取り可能な形式で知識を格納する。通常、それら知識に対して自動推論を行うことを目的としている。知識は論理的に一貫した方法で規則という形式で記述される。個々の知識を論理積・論理和・論理包含・否定といった論理演算子を使って結合する。
人間が読み取り可能な知識ベース
特に訓練などの目的で、人間が扱える形式で知識を集積したもの。特定の組織についての知識（トラブルシューティング、論文、白書、マニュアルなど）の集積である。その利点は、既知の解決法の中からその分野に不慣れな人が現在の問題の解決策を見つける手段を提供することである。
知識ベースの重要な点は内包する情報の質である。良い知識ベースは注意深く書かれた文章を保持して更新し続け、優れた検索システムを有し、格納形式も注意深く考えられていて、分類構造もうまくできている。
知識ベースは、構造（格納実体のタイプと個々の知識の関連付け）やその分類基準を示すのにオントロジーを使う場合がある。オントロジーは、クラスのインスタンス群とともに知識ベースの構成要素となる。
どのような情報を集め、それを知識ベースのどこに格納するかは何らかのシステムサポート機能によって決定される。堅固なプロセス構造が良い知識ベースの基盤になる。
知識ベースは人工知能的コンポーネントを持っていることもある。この種の知識ベースは利用者に対して何らかの問題解決策を提供することができ、経験から学習することができる。これについてはエキスパートシステムを参照されたい。知識表現や自動推論は人工知能研究でも活発な分野の1つである。

## 実装
タフツ大学医学部は、Tufts University Sciences Knowledgebase (TUSK) と呼ばれるソフトウェア基盤を開発した。これは、タフツ大学の医学部、歯学部、獣医学部などのカリキュラム情報の知識ベースとして使われている。この基盤はアメリカの3つの大学とアフリカの3つの大学で使われており、間もなくインドでも使われる予定である。これは基盤であって、それぞれのニーズに合わせて知識ベースを構築できるようになっている。